# Вместе с Союзом
«Вместе с Союзом» (итал. Insieme con l'Unione) — итальянский избирательный блок, созданный в рамках коалиции Романо Проди «Союз» в 2006 году для участия в выборах в Сенат Италии XV созыва.

## История
Избирательный блок «Вместе с Союзом» был создан в 2006 году в результате соглашения между Партией итальянских коммунистов и «Федерацией зелёных», которые намеревались создать конфедеративное политическое объединение с целью преодоления проходного порога в 4% на предстоящих парламентских выборах.
После утверждения нового закона о выборах, который снизил барьеры для коалиций (2% в Палате депутатов, 3% в Сенате), необходимость в объединении партий отпала, однако ПИК и «зелёные» решили сохранить его в качестве избирательного блока для поддержки коалиции «Союз», в состав которой входили. К ним присоединилась небольшая популистская партия «Союз потребителей», вместе с которой блок решил выдвинуть единый список на выборы в Сенат (в Палату депутатов каждая баллотировалась самостоятельно).
Блок показал хорошие результаты на выборах, получив 1 423 003 голосов (4,17%), что позволило ему провести в Сенат 11 своих кандидатов (6 — «Федерация зелёных», 5 — ПИК) и сформировать отдельную фракцию во главе с Мануэлой Палерми (ПИК) и Натали Рипамонти («Федерация зелёных»). В состав фракции также вошли Армандо Коссутта и Марко Сканио. 
В 2008 году, после правительственного кризиса, приведшего к распаду «Союза», досрочной отставке второго правительства Проди и новым выборам, «Вместе с Союзом» вошло в состав коалиции «Левые — Радуга».

## Состав
| Партия                                                                | Идеология                                                                                                   |
| --------------------------------------------------------------------- | --- |
| Партия итальянских коммунистов (итал. Partito dei Comunisti Italiani) | Коммунизм, марксизм-ленинизм, антикапитализм, антифашизм, антиимпериализм, социализм XXI века (меньшинство) |
| «Федерация зелёных» (итал. Federazione dei Verdi)                     | Прогрессивизм, пацифизм, европеизм, энвайронментализм, демократический социализм (меньшинство)              |
| «Союз потребителей» (итал. Consumatori Uniti)                         | Популизм, защита прав потребителей                                                                          |